# Distretto di Hacılar
Il distretto di Hacılar (in turco Hacılar ilçesi) è uno dei distretti della provincia di Kayseri, in Turchia.